# Juliana Holszańska

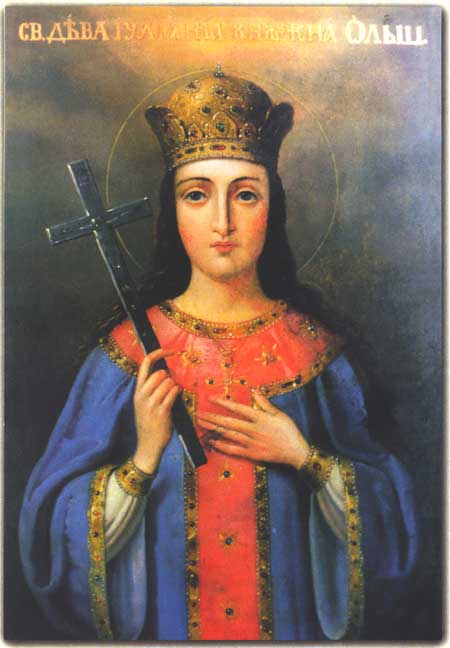
Ikone von Juliana Holszańska im Kiewer Höhlenkloster

Juliana Holszańska (russisch Иулиания Ольшанская; † ca. 1550) war eine Adlige der Familie Holszanski und ist eine Heilige der Russisch-Orthodoxen Kirche.
Nach der Annexion Kiews durch das Großfürstentum Litauen wurde es von der Fürstenfamilie Holszanski regiert. Mitte des 16. Jahrhunderts starb Fürst Juri Dubrowizki-Holszanskis Tochter Juliana als Jungfrau im Alter von 16 Jahren. Ihr Vater war ein Mäzen des Kiewer Höhlenklosters und deshalb wurde der Leichnam der Prinzessin in der Nähe der Mariä-Entschlafens-Kathedrale begraben.
Zu Beginn des 17. Jahrhunderts wurde beim Ausheben eines Grabes durch den Archimandriten Jelyssej Pletenezkyj ein Sarg mit dem Körper eines Mädchens gefunden. Auf der silbernen Tafel des Sarges befand sich die Inschrift: „Juliana, Fürstin Holszańska, die im Alter von 16 Jahren starb.“ Sie trug ein weißes, mit Gold besetztes Kleid mit vielen Verzierungen. Ihr Leichnam wurde in die Mariä-Entschlafens-Kathedrale überführt. Juliana soll dem Kiewer Metropoliten Petro Mohyla erschienen sein und ihm mangelnden Glauben und die Vernachlässigung ihrer Reliquien vorgeworfen haben. Danach ordnete er an, ihre Reliquien in einem kostbaren Reliquiar mit der folgenden Aufschrift aufzubewahren:

„Durch den Willen des Schöpfers des Himmels und der Erde lebt Juliana, die Helferin und große Fürsprecherin im Himmel, ihr ganzes Leben lang. Hier sind die Knochen ein Heilmittel für alles Leiden ... Du schmückst die himmlischen Dörfer mit dir selbst, Juliana, wie eine wunderschöne Blume.“

In ihrem Heiligtum sollen Wunder und Heilungen geschehen sein. Angeblich erschien sie auch dem Abt des Michaelsklosters. Im Jahr 1718 wurden Julianas Reliquien bei einem Brand zerstört. Ihre sterblichen Überreste wurden in einem neuen Reliquiar beigesetzt und in den nahen Höhlen des Kiewer Höhlenklosters untergebracht. Juliana war die zweite heilige Frau der Rus, die in diesen Höhlen begraben wurde. Die heilige Juliana wird als erste Helferin russischer Frauen bei der Heilung seelischer Erkrankungen verehrt.